# Amazonia, Missouri
Amazonia är en ort i Andrew County i delstaten Missouri, USA.